# Jan Riemer
Jan Riemer (ur. 25 września 1876 w Dębnicy, zm. 13 listopada 1941 w Warszawie) – polski nauczyciel i kurator.

## Życiorys
Urodził się w zniemczonej rodzinie kaszubskiej, był synem Hermana i Teresy z Labenzów. W latach 1887–1897 uczył się w Gimnazjum w Chojnicach. W szkole (w latach 1892–1897) należał do tajnego koła filomatów „Mickiewicz”, w którym był bibliotekarzem i kasjerem; koło ukształtowało jego poczucie polskości. Po maturze pracował przez dwa lata w Rosji jako kupiec, później studiował teologię w Seminarium Duchownym w Pelplinie, a następnie na uniwersytecie w Münster, w którym w 1901 przeniósł się na wydział chemiczny. W latach 1902–1907 studiował chemię na Uniwersytecie Wrocławskim, gdzie w 1907 uzyskał doktorat. Po ukończeniu studiów pracował przez kilkanaście miesięcy w cukrowniach Kongresówki. W latach 1909–1911 uczył języka niemieckiego w gimnazjum Polskiej Macierzy Szkolnej w Płocku. Od 1912, po zdaniu egzaminu uprawniającego do nauczania języka niemieckiego, podjął pracę na Kursach Handlowych im. Augusta Zielińskiego w Warszawie (1912–1914 i 1915–1920); w czasie I wojny światowej został na rok wcielony do armii niemieckiej. W latach 1918–1920 uczył języka niemieckiego w Państwowym Gimnazjum im. Stefana Batorego. W latach 1922–1925 był wizytatorem Okręgu Szkolnego Pomorskiego, w latach 1925–1926 Okręgu Szkolnego Krakowskiego, w latach 1926–1927 Okręgu Szkolnego Lwowskiego.
W latach 1928–1939 był lektorem języka niemieckiego Szkole Głównej Handlowej (SGH), w latach 1929–1930 kierował Biblioteką SGH.
Po wybuchu II wojny światowej pracował jako nauczyciel w Szkole Zgromadzenia Kupców.
Zmarł na atak serca 13 listopada 1941, był wdowcem (żona Stanisława zmarła w 1932), pozostawił syna Feliksa.  W 1947, zgodnie z jego wolą, obszerna biblioteka, którą zgromadził została przekazana Uniwersytetowi Toruńskiemu.
Został pochowany na cmentarzu Powązkowskim w Warszawie (kwatera 136-4-2).